# Hirvijärvi (sjö i Kiuruvesi, Norra Savolax)
Hirvijärvi är en sjö i kommunen Kiuruvesi i landskapet Norra Savolax i Finland. Den är 1 meter djup. Arean är 48 hektar och strandlinjen är 4,89 kilometer lång. Sjön  ingår i Vuoksens huvudavrinningsområde.   Den ligger omkring 100 kilometer nordväst om Kuopio och omkring 390 kilometer norr om Helsingfors. 